# Chrześcijanie św. Tomasza
Chrześcijanie św. Tomasza – zbiorcze określenie używane w odniesieniu do chrześcijan w Indiach, którzy należą do Kościołów wschodnich.

## Historia
Wspólnoty te uważają za swojego założyciela św. Tomasza. Apostoł ten miał prowadzić swoją misję w Indiach w latach 57–72, a następnie ponieść śmierć męczeńską i zostać pochowanym w Majlapur. Po nim chrystianizację Hindusów mieli kontynuować m.in. Panten z Aleksandrii i Teofil z Konstantynopola.
Chrześcijanie św. Tomasza rozwijając się w izolacji od europejskiego i bliskowschodniego świata chrześcijańskiego, nie uczestniczyli w sporach teologicznych, jakie opanowały pentarchię. Wiara trwała dzięki sprawowaniu kultu, przestrzeganiu nauki Chrystusa, kanonicznej sukcesji biskupów oraz głębokiemu poszanowaniu do zwyczajów i tradycji (pobożność, mistycyzm).
Chrześcijanie św. Tomasza byli w kontakcie jedynie z przedstawicielami perskiego Kościoła Wschodu. W związku z tym od VI do XVI wieku stanowili wspólnotę uznającą wyłącznie jurysdykcję biskupów doktryny przedefeskiej i duchowe zwierzchnictwo katolikosa-patriarchy Seleucji-Ktezyfonu. Pod wpływem działalności kolonistów i księży portugalskich przybywających do Malabaru chrześcijanie św. Tomasza zawarli w 1599 roku na synodzie w Diamper unię kościelną ze Stolicą Apostolską.
Uporczywe zwalczanie doktryny nestoriańskiej oraz wykorzenianie malabarskich obyczajów na rzecz obrządku rzymskiego doprowadziły do zdecydowanego sprzeciwu. W 1665, po spaleniu na stosie przysłanego przez kościół koptyjski biskupa, część wyznawców zgromadziła się w Mattancherry, by poprzysiąc odrzucenie zwierzchnictwa papieskiego i powrót do starożytnej tradycji przyjmowania biskupa z jednego z Kościołów wschodnich. Wydarzenie to zostało nazwane koonan kurisu – przysięga pod krzyżem Koonan. Duchowieństwo poprosiło patriarchę syryjskiego o przysłanie do Indii biskupa, do czego doszło dwa lata później. Patriarcha zażądał przyjęcia przez nich przedchalcedońskiej doktryny i rytu antiocheńskiego, przez co Kościoły malankarskie posługują się od tej pory obrządkiem zachodniosyryjskim.
Po kolonizacji portugalskiej przyszła kolej na Holendrów i Brytyjczyków. Ci ostatni prowadzili intensywną działalność misyjną, nie ingerując jednak w tradycje malabarskie. Mimo to doszło do kolejnych podziałów w łonie tego Kościoła m.in. na martomitów (reformowanych) czy syromalankarów (katolików). Wielu z dawnych wyznawców Kościoła malabarskiego zasiliło szeregi Kościoła katolickiego obrządku rzymskiego bądź Kościoła anglikańskiego.
Od XVII do XX wieku chrześcijanie św. Tomasza ulegali kolejnym podziałom, przyjmując w zależności od grupy, do której się przyłączali separatyści, katolicyzm, monofizytyzm, nestorianizm, anglikanizm bądź ewangelicyzm. Aktualnie największą grupę stanowią wśród nich wierni katolickiego Kościoła Syro-Malabarskiego.

## Pochodzenie współczesnych Kościołów od wspólnoty św. Tomasza

## Współczesne Kościoły św. Tomasza
| Nazwa                                     | Wyznanie           | Ryt          | Liturgia                | Zwierzchnik                    | Liczebność |
| ----------------------------------------- | ------------------ | ------------ | ----------------------- | ------------------------------ | ---------- |
| Asyryjski Kościół Wschodu w Indiach       | przedefeskie       | chaldejski   | malabarska              | Aprem Mooken                   | 30 tys.    |
| Syromalabarski Kościół katolicki          | katolickie         | chaldejski   | malabarska              | George Alencherry              | 4,1 mln    |
| Syromalankarski Kościół katolicki         | katolickie         | antiocheński | malankarska             | Baselios Cleemis Thottunkal    | 0,5 mln    |
| Malankarski Kościół Ortodoksyjny          | przedchalcedońskie | antiocheński | malankarska             | Baselios Mar Thoma Mathews III | 2,5 mln    |
| Niezależny Kościół Malabarski             | przedchalcedońskie | antiocheński | malankarska             | Hasyo Mar Baselios Cyril I     | 35 tys.    |
| Malankarski Syryjski Kościół Ortodoksyjny | przedchalcedońskie | antiocheński | malankarska             | Baselios Marthoma Didymos I    | 80 tys.    |
| Malankarski Kościół Mar Thoma             | protestanckie      | anglikański  | malankarska reformowana | Joseph Mar Thoma               | 2 mln      |
| Ewangelicki Kościół Świętego Tomasza      | protestanckie      | ewangelicki  | malankarska reformowana | C. V. Mathew                   | 100 tys.   |